# Asterocheres nudicoxus
Asterocheres nudicoxus is een eenoogkreeftjessoort uit de familie van de Asterocheridae. De wetenschappelijke naam van de soort is voor het eerst geldig gepubliceerd in 2010 door Kim I.H..